# Enevold de Falsen (borgmester)
 Der er flere personer med dette navn, se Enevold de Falsen.
Enevold de Falsen (1686 – 30. juli 1761 på Boserupgård, Esbønderup Sogn) var borgmester i København, bror til Johan Eskild de Falsen og far til Christian Magnus de Falsen og Johan Eskild de Falsen.
Han var en søn af Falle Pedersen (1625-1702), ejer af Østrupgård på Sjælland, og Elisabeth Eskildsdatter Dalhuus (1661-1725), var først direktør for Det perpetuerede kjøbenhavnske Lotteri, blev 1729 rådmand i København, var fra 1740 til sin død medlem af Missionskollegiet og direktør for Vajsenhuset, blev 1743 tillige viceborgmester og 1748 virkelig borgmester i København, blev oftere tilsagt til at møde som ekstraordinær assessor i Højesteret, var desuden i en lang årrække assessor i Overadmiralitetsretten og et hyppigt anvendt medlem af datidens mange kommissioner. 1754-56 var han medlem af teaterdirektionen. 1723 blev han kammerassessor, 1733 justitsråd og 1747 etatsråd, 1758 adledes han, 1760 udnævntes han til konferensråd, og 30. juli 1761 døde han på Boserupgård. Ud over denne ejede han Østrupgård efter faderen.
Han blev 1715 gift med rådmand i København Christen Sørensens datter Mette Christine (1691 - 9. oktober 1758).